# Universidade da Paz
A Universidade da Paz (UNIPAZ) é uma instituição de ensino superior privada, localizada na capital de Timor-Leste, Díli. É uma das universidades que surgiu após a independência do país lusófono da Indonésia em 1999. Foi fundada depois da recorrência dos problemas internos não resolvidos com a Universidade de Díli, em Masquerinhas. Em 2005, a maioria dos principais edifícios do campus foram estabelecidos e centenas de estudantes foram assistir às aulas, sendo grande parte deles participantes da luta da libertação política timorense.
O fundador e atual reitor é o economista e produtor Lucas da Costa, o qual também é membro do Parlamento Nacional de Timor-Leste, sob filiação do Partido Democrático (PD). Dentre os professores notórios que já passaram pelo corpo docente da Universidade da Paz, estão a doutora Jacqueline Aquino Siapno, ex-esposa do ex-presidente Fernando Lasama de Araújo e professora da Universidade Nacional de Seul, e o cientista ambiental Demetrio do Amaral de Carvalho, vencedor do Prémio Ambiental Goldman de 2004.
A universidade oferece cursos em diversos ramos, incluindo Ciências Sociais, Saúde Pública, Engenharia e Ciências Exatas. A instituição é composta por seis faculdades: a Faculdade de Economia, a Faculdade de Direito, a Faculdade de Ciências Sociais e Humanas, a Faculdade de Engenharia, a Faculdade de Tecnologia Agrícola e a Faculdade de Saúde Pública. Há um programa de extensão, dedicado a levar o ensino aos distritos rurais de Timor-Leste, apoiado por subsídios europeus.
A UNIPAZ enfrenta desafios comuns a outras instituições de ensino do país. O sector universitário foi totalmente destruído pela violência no final de 1990 e ainda não está totalmente reconstruído, em razão da falta de investimentos no ensino superior e dos indivíduos aptos para participar da reconstituição da universidade. A língua de ensino, embora variável, é principalmente a língua indonésia. Num relatório de 2010, foi constatado que a educação científica do país, assim como da Universidade da Paz, presencia considerável falta dos recursos humanos para o ensino das disciplinas necessárias para a conclusão de um determinado curso.